# Dudi Sela
David «Dudi» Sela (Hebreo: דודי סלע, nacido el 4 de abril de 1985 en Kiryat Shmona, Israel) es un exjugador de tenis israelí. y fue el principal jugador individual en el Equipo israelí de Copa Davis. 

## Carrera
En su carrera ha alcanzado una final de ATP y ha levantado 16 trofeos en el nivel challenger en la modalidad de individuales y otros 3 en dobles. Su mejor posición en el ranking ATP ha sido n.º 29 del mundo, logrado el 20 de julio de 2009. Mientras que en dobles alcanzó el puesto 122 el 22 de octubre de 2010.

### Copa Davis
Desde el año 2005 es participante del Equipo israelí de Copa Davis. Tiene un récord de partidos ganados/perdidos de 16/18 (16/17 en individuales y 0/1 en dobles).
Su victoria más importante ocurrió en 2007 en una serie de Copa Davis por el ascenso al Grupo Mundial frente a Chile. Allí venció al n.º 6 del mundo, Fernando González, en 5 sets y previamente había hecho lo propio con el campeón olímpico, Nicolás Massú. De esta forma se convirtió en el héroe del equipo israelí que le permitió vencer a los favoritos chilenos y ascender al Grupo Mundial del certamen por equipo.

### 2013
Gana 3 torneos challengers en este año, en el mes de mayo derrota en la final del challenger de Busan al ruso Alex Bogomolov Jr. por 6-1 y 6-4, mientras que en el mes de julio es campeón del challenger de Astaná tras vencer en la final al local Mijaíl Kukushkin por 5-7, 6-2, 7-6(6). Más adelante, en el mes de octubre, se hace campeón del Tashkent Challenger disputado en la ciudad de Taskent, Uzbekistán. Derrotó en la final al ruso Teimuraz Gabashvili por 6-1 y 6-2.

## Títulos ATP (1; 0+1)

### Individuales (0)
| Leyenda                         |
| Grand Slam (0)                  |
| ATP Wourld Tour Finals (0)      |
| ATP Masters 1000 World Tour (0) |
| ATP World Tour 500 series (0)   |
| ATP World Tour 250 series (0)   |

#### Finalista (2)
| N.º | Fecha                    | Torneo  | Superficie | Oponente en la final | Resultado        |
| --- | ------------------------ | ------- | ---------- | -------------------- | ---------------- |
| 1.  | 28 de septiembre de 2008 | Pekín   | Dura       | Andy Roddick         | 4-6, 7-6(6), 3-6 |
| 2.  | 27 de julio de 2014      | Atlanta | Dura       | John Isner           | 6-3, 6-4         |

### Dobles (1)
| Leyenda                         |
| Grand Slam (0)                  |
| ATP Wourld Tour Finals (0)      |
| ATP Masters 1000 World Tour (0) |
| ATP World Tour 500 series (0)   |
| ATP World Tour 250 series (1)   |

| N.º | Fecha             | Torneo   | Superficie    | Pareja         | Oponentes en la final            | Resultado        |
| --- | ----------------- | -------- | ------------- | -------------- | -------------------------------- | ---------------- |
| 1.  | 1 de mayo de 2016 | Estambul | Tierra batida | Flavio Cipolla | Andrés Molteni Diego Schwartzman | 6-3, 5-7, [10-7] |

## Challenger

### Individuales

#### Títulos
| N.º | Fecha      | Torneo                                 | Superficie | Oponentes en la final   | Resultado        |
| --- | ---------- | -------------------------------------- | ---------- | ----------------------- | ---------------- |
| 1.  | 14.07.2003 | Challenger de Togliatti (1) Rusia      | Dura       | Juan Pablo Brzezicki    | 6–2 6–4          |
| 2.  | 25.07.2005 | Challenger de Lexington Estados Unidos | Dura       | Bobby Reynolds          | 6–3 3–6 6–4      |
| 3.  | 01.08.2005 | Challenger de Vancouver (1) Canadá     | Dura       | Paul Baccanello         | 6–2 6–3          |
| 4.  | 16.07.2007 | Challenger de Togliatti (2) Rusia      | Dura       | Mijaíl Ledovskij        | 7–6 6–3          |
| 5.  | 22.10.2007 | Challenger de Seúl Corea del Sur       | Dura       | Konstantinos Economidis | 6–4 6–4          |
| 6.  | 19.11.2007 | Challenger de Yokohama Japón           | Dura       | Takao Suzuki            | 6–7 6–4 6–2      |
| 7.  | 28.07.2008 | Challenger de Vancouver (2) Canadá     | Dura       | Kevin Kim               | 6-3 6-0          |
| 8.  | 26.04.2010 | Challenger de Rodas Grecia             | Dura       | Rainer Schuettler       | 7-6(3) 6-3       |
| 9.  | 02.08.2010 | Challenger de Vancouver (3) Canadá     | Dura       | Ricardas Berankis       | 7-5 6-2          |
| 10. | 09.05.2011 | Challenger de Busan (1) Corea del Sur  | Dura       | Tatsuma Ito             | 6-2, 6-7(5), 6-3 |
| 11. | 16.05.2011 | Challenger de Fergana Uzbekistán       | Dura       | Greg Jones              | 6-2, 6-1         |
| 12. | 06.06.2011 | Challenger de Nottingham Reino Unido   | Césped     | Jeremy Chardy           | 6-4, 3-6, 7-5    |
| 13. | 02.09.2012 | Challenger de Bangkok Tailandia        | Dura       | Yūichi Sugita           | 6–1, 7–5         |
| 14. | 09.05.2013 | Challenger de Busan (2) Corea del Sur  | Dura       | Alex Bogomolov, Jr.     | 6–1, 6-4         |
| 15. | 28.07.2013 | Challenger de Astana Kazajistán        | Dura       | Mijaíl Kukushkin        | 5-7, 6-2, 7-6(6) |
| 16. | 13.10.2013 | Challenger de Taschkent Uzbekistán     | Dura       | Teimuraz Gabashvili     | 6-1, 6-2         |

### Dobles

#### Títulos
| N.º | Fecha      | Torneo                                  | Superficie | Pareja           | Oponentes en la final              | Resultado        |
| --- | ---------- | --------------------------------------- | ---------- | ---------------- | ---------------------------------- | ---------------- |
| 1.  | 18.11.2007 | Challenger de Kaohsiung China           | Dura       | Prakash Amritraj | Rik De Voest Pierre-Ludovic Duclos | 6-4, 7-64        |
| 2.  | 22.07.2012 | Challenger de Binghamton Estados Unidos | Dura       | Harel Srugo      | Adrien Bossel Michael McClune      | 6-2, 3-6, [10-8] |
| 3.  | 31.03.2013 | Challenger de Le Gosier Francia         | Dura       | Jimmy Wang       | Philipp Marx Florin Mergea         | 6-1, 6-2         |

## Clasificación en torneos del Grand Slam
| Torneo          | 2005 | 2006 | 2007 | 2008 | 2009 | 2010 | 2011 | 2012 | 2013 | 2014 | 2015 | 2016 | 2017 | 2018 | G-P  | Títulos |
| --------------- | ---- | ---- | ---- | ---- | ---- | ---- | ---- | ---- | ---- | ---- | ---- | ---- | ---- | ---- | ---- | ------- |
| Australian Open | -    | 2R   | 2R   | 3R   | 1R   | 1R   | 1R   | 1R   | 1R   | 1R   | 3R   | 3R   | -    | 1R   | 8–12 | 0       |
| Roland Garros   | 1R   | -    | 1R   | 2R   | 1R   | 1R   | -    | 1R   | -    | 1R   | 2R   | 1R   | -    | 1R   | 2–10 | 0       |
| Wimbledon       | -    | -    | 1R   | 4R   | 1R   | 1R   | 2R   | 1R   | -    | 1R   | 1R   | 1R   | 3R   | 1R   | 6–11 | 0       |
| US Open         | -    | 2R   | 1R   | 1R   | 2R   | 2R   | 2R   | -    | 2R   | 2R   | 1R   | 1R   | 2R   | -    | 7–11 | 0       |